# روبرتو فرانسيسكو خياري ريمون
روبرتو فرانسيسكو خياري ريمون (بالإسبانية: Roberto F. Chiari) (و. 1905 – 1981 م) هو سياسي من بنما ولد في مدينة بنما.

## روابط خارجية
- روبرتو فرانسيسكو خياري ريمون على موقع الموسوعة البريطانية (الإنجليزية)
- روبرتو فرانسيسكو خياري ريمون على موقع مونزينجر (الألمانية)